# Temao Village
Temao Village är en ort i Kiribati.   Den ligger i örådet Onotoa och ögruppen Gilbertöarna, i den sydöstra delen av landet, 500 km sydost om huvudstaden Tarawa. Temao Village ligger 5 meter över havet och antalet invånare är 348. Den ligger på ön Tanyah Island.
Terrängen runt Temao Village är mycket platt.  Temao Village är det största samhället i trakten. 